# Leptopilos
Leptopilos là một chi nhện trong họ Gnaphosidae.